# Zagrosia persica
Zagrosia persica (Hausskn.) Speta – gatunek roślin z monotypowego rodzaju Zagrosia Speta z rodziny szparagowatych. Występuje w południowo-wschodniej Turcji, Iraku i zachodnim Iranie.
Nazwa naukowa odnosi się do gór Zagros w Iranie, do którego dawnej nazwy (Persja) odnosi się epitet gatunkowy. 

## Morfologia
Wieloletnia, roślina zielna. Cebula złożona z katafili i nasad liści właściwych z 2–3 sezonów wegetacyjnych, z brązową okrywą. Kwiaty zebrane w kwiatostan, wyrastający na obłym na przekroju głąbiku. Niekiedy rośliny tworzą do 3 kwiatostanów. Przysadki małe, nieco ostrogowate. Szypułki proste. Listki okwiatu małe, niebieskie, mniej więcej wolne. Nitki pręcików nitkowate, pozostające po uschnięciu. Pylniki niebieskie. Zalążnia okrągła, pomarszczona, niebieska, z dwom, a zalążkami w każdej komorze. Szyjka słupka o długości 5–6 mm. , albo fioletowa z szyjką słupka w dolnej połowie lub na całości fioletową. Szyjka słupka o długości 2–2,5 mm. Znamię słupka trójklapowe. Torebka papierzasta, zawiera łezkowate, czarne, gładkie nasiona. Liczba chromosomów 2n = 8.

## Systematyka
Pozycja systematycznaNależy do monotypowego rodzaju Zagrosia w podplemieniu Hyacinthinae w plemieniu Hyacintheae, z podrodziny Scilloideae w rodzinie szparagowatych Asparagaceae.